# Biserica Sf. Nicolae Tabacu

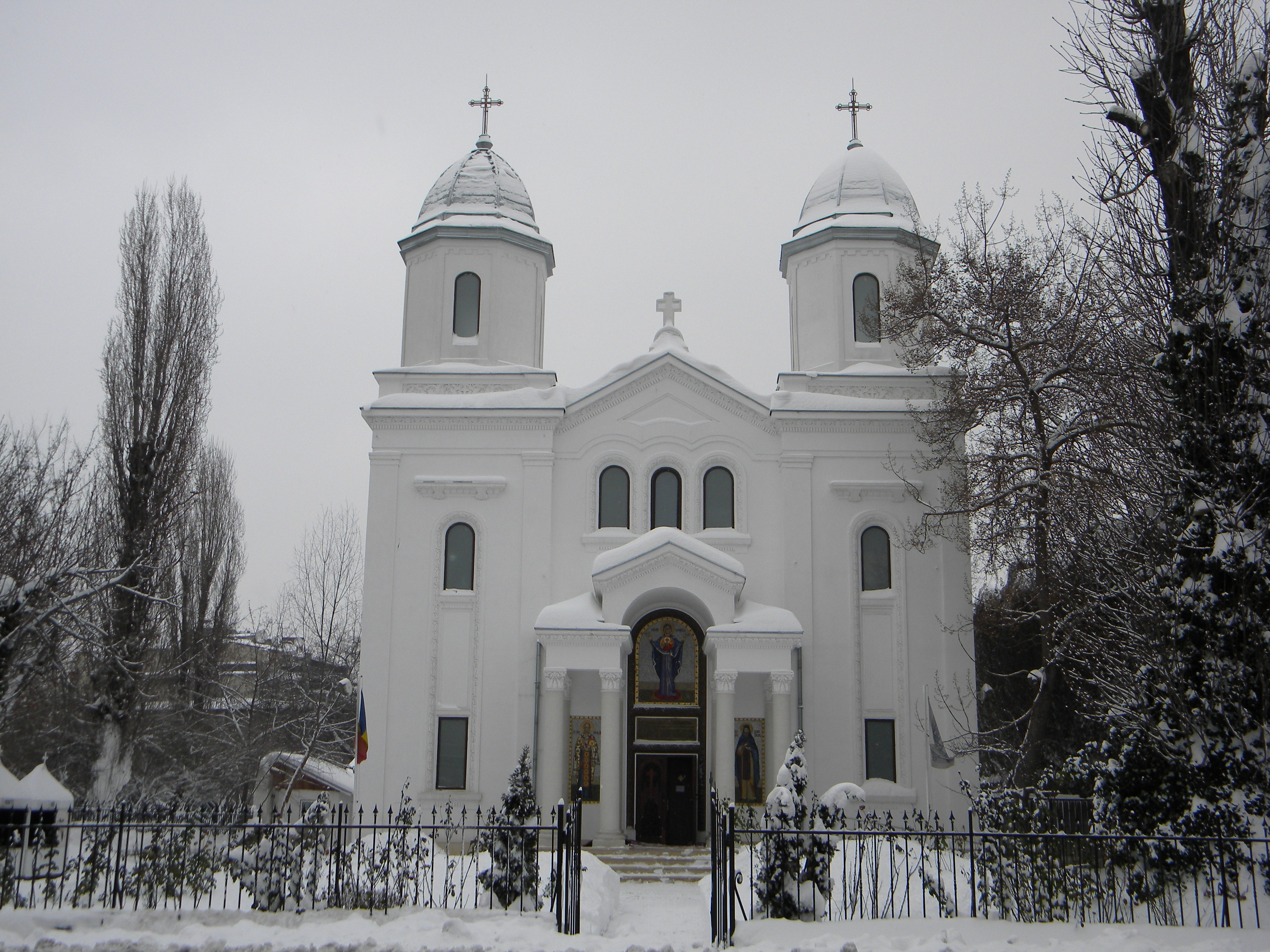
Biserica Sf. Nicolae Tabacu

La 1809, locul în care se află acum biserica, se numea „Mahalaua popii Cosma”. Exact acolo, unde acum este biserica se afla, la acea dată, un han, construit de marele vornic Dimitrie Racoviță. Nu se știe exact când a fost ridicată biserica, probabil că în jurul anului 1800. Cert este că la 1864 au fost găsite primele referiri despre refacerea lăcașului. Tot cert este că a fost pictată de Anton Serafim și fiul său.
La 1809, locul în care se află acum biserica, se numea „Mahalaua popii Cosma”. Exact acolo, unde acum este biserica se afla, la acea dată, un han, construit de marele vornic Dimitrie Racoviță. Nu se știe exact când a fost ridicată biserica, probabil că în jurul anului 1800. Cert este că la 1864 au fost găsite primele referiri despre refacerea lăcașului. Tot cert este că a fost pictată de Anton Serafim și fiul său.
Biserica a trecut prin mai multe etape de refacere și reconsolidare. Între 1890 și 1898, apoi în 1902 și după cutremurul din 1940, când a fost grav afectată, deoarece i s-a prăbușit turla cea mare, care nu a mai fost reconstruită. Nici cutremurul din 1977 nu a trecut fără urmări, necesitând alte reparații. La această biserică a slujit Teodor Simedrea, mitropolit în 1923, precum și reputatul teolog, cărturar și istoric Constantin Bobulescu.